# 青木康延
青木 康延（あおき やすのぶ）は、戦国時代の武士。
朝倉氏の家臣。官途は隼人佐。越前朝倉氏の府中奉行青木景康の父。青木康忠の祖父。

## 経歴
越前国守護斯波氏の奉行人の一人。のちに朝倉氏景時代、府中両奉行人の一人となった。息子の景康も府中奉行を務めた。
孫の康忠は元亀元年（1570年）の金ヶ崎の戦いでは朝倉義景に従い織田信長勢相手に奮闘。のち天正元年（1573年）一乗谷城の戦いで再び信長勢と戦うが討死した。
| スタブアイコン | サブスタブ | この項目は、まだ閲覧者の調べものの参照としては役立たない、人物に関連した書きかけの項目です。この項目を加筆・訂正などしてくださる協力者を求めています（P:人物伝/PJ:人物伝）。 |